# Символ біологічної небезпеки

Міжнародний символ біологічної небезпеки.

Символ біологічної небезпеки був розроблений у 1966 році компанією Dow Chemical для власних потреб. Наразі символ використовується в місцях виробництва, зберігання чи застосування шкідливих для здоров'я людини біологічних речовин, зокрема ним маркується біологічна зброя.
В юнікоді також є цей символ — ☣ (U+2623).